# Gideon Sundback
Otto Fredrik Gideon Sundback (Jönköping, 24 april 1880 – Meadville (Pennsylvania), 21 juni 1954) was een Zweeds-Amerikaans zakenman en uitvinder die het bekendst is vanwege zijn bijdrage aan de ontwikkeling van de ritssluiting.
Sundback werd geboren als zoon van de rijke boer Jonas Otto Magnusson Sundbäck en Kristina Karolina Klasdotter. Na zijn studie in Zweden verhuisde Sundback naar Duitsland, waar hij aan de technische hogeschool in Bingen am Rhein studeerde. Hij studeerde er af in 1903 en emigreerde in 1905 naar de Verenigde Staten.
Aanvankelijk werkte hij daar bij Westinghouse Electric Company, maar in 1906 kwam hij in dienst bij Universal Fastener Company in Hoboken. Tussen 1906 en 1914 verbeterde hij de ritssluiting, waarbij hij voortbouwde op werk van Elias Howe, Max Wolff, en Whitcomb Judson. Zijn "Hookless No. 2" uit 1914 lijkt al zeer sterk op de moderne ritssluiting. Cruciaal voor het succes was dat Sundback het aantal tanden per centimeter groter maakte. 
Hij ontwikkelde ook de machines voor het maken van ritssluitingen.
Sundback was in 1909 gehuwd. In 1951, drie jaar voor zijn dood, ontving hij de Gouden Medaille van de Koninklijke Zweedse Academie voor Ingenieurswetenschappen. Hij overleed op 74-jarige leeftijd aan de gevolgen van hartproblemen en werd begraven op de begraafplaats van Greendale in Crawford County, Meadville. In 2006 werd Sundback opgenomen in de National Inventors Hall of Fame. 
Versie uit 1917 van Sundbacks patent op zijn ritssluiting:

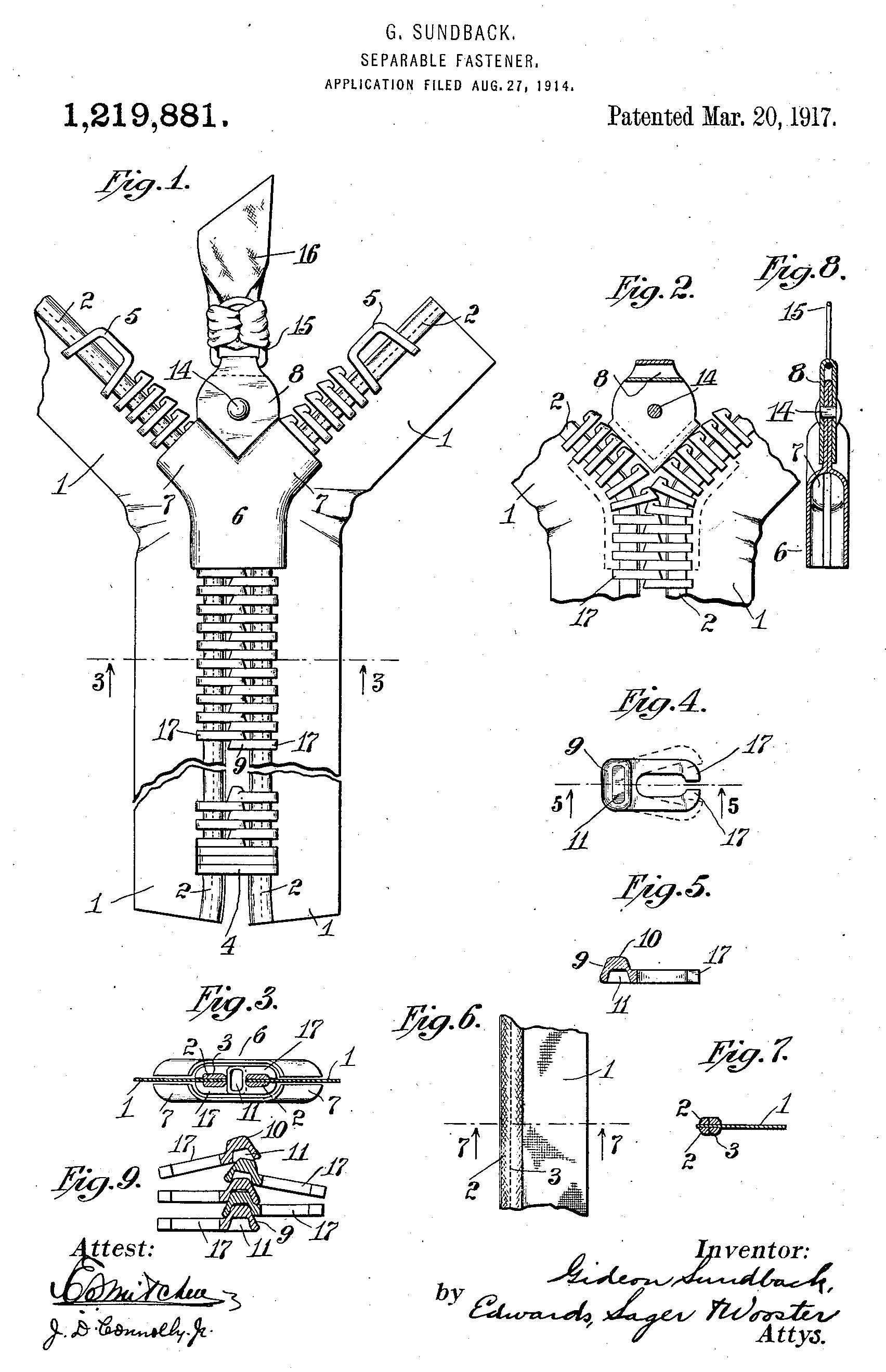
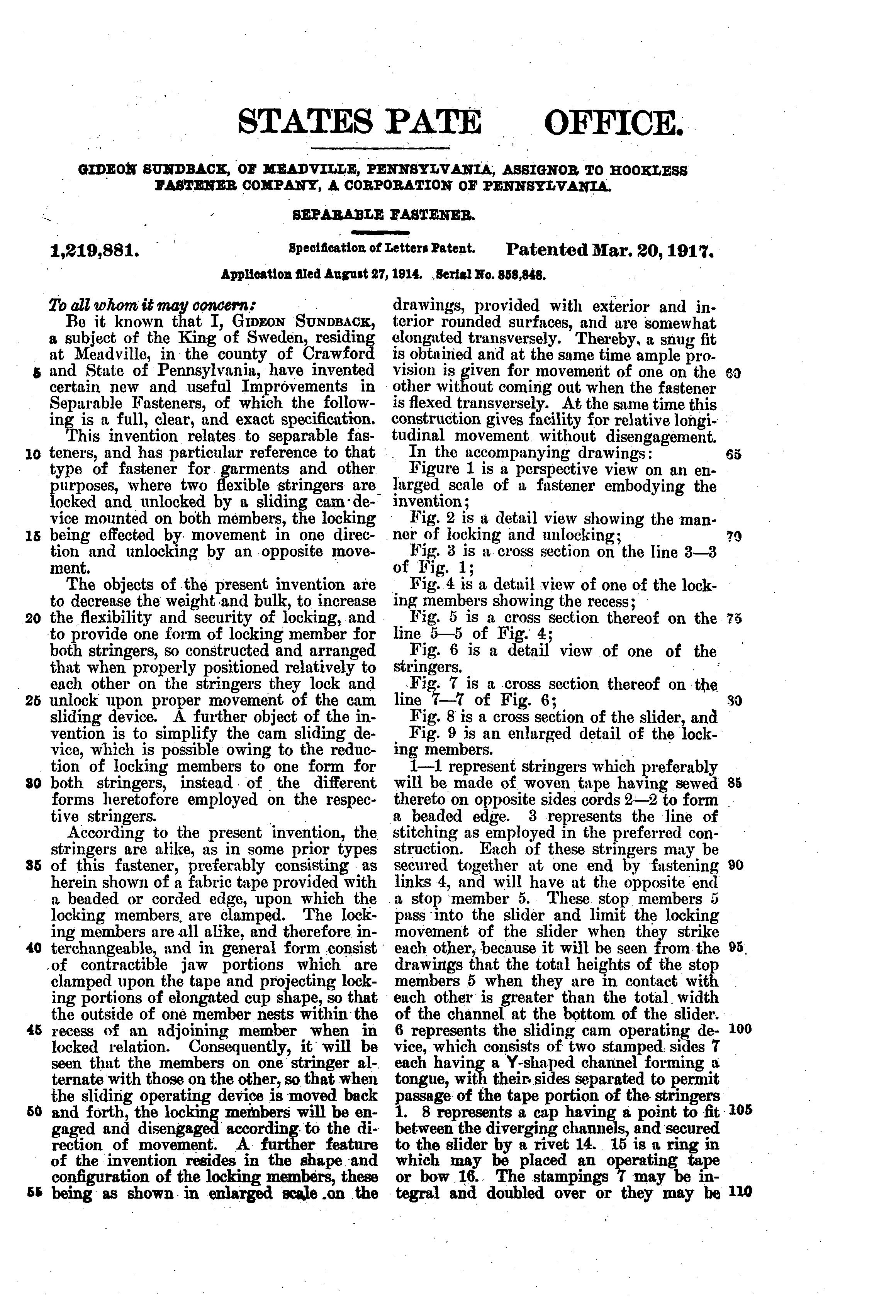
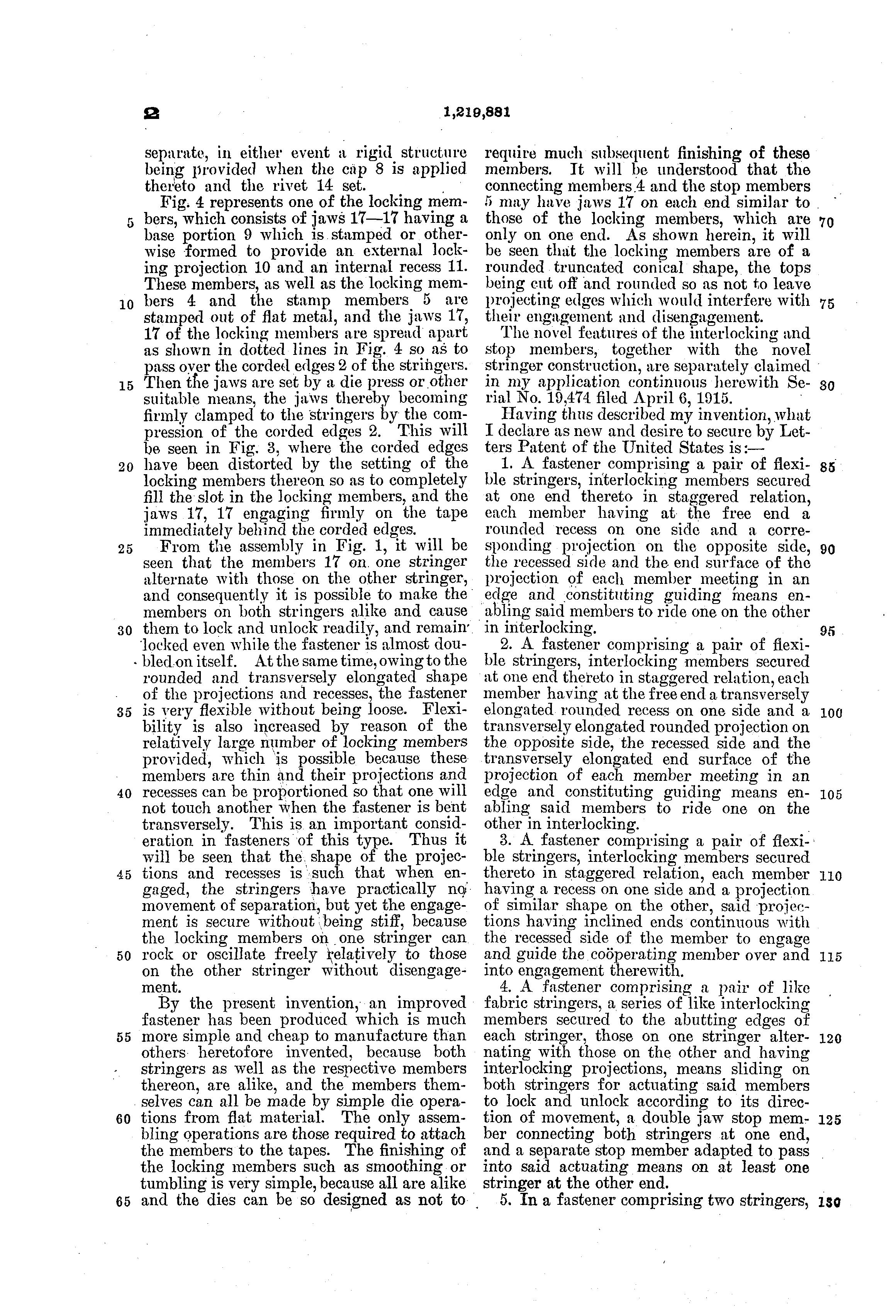
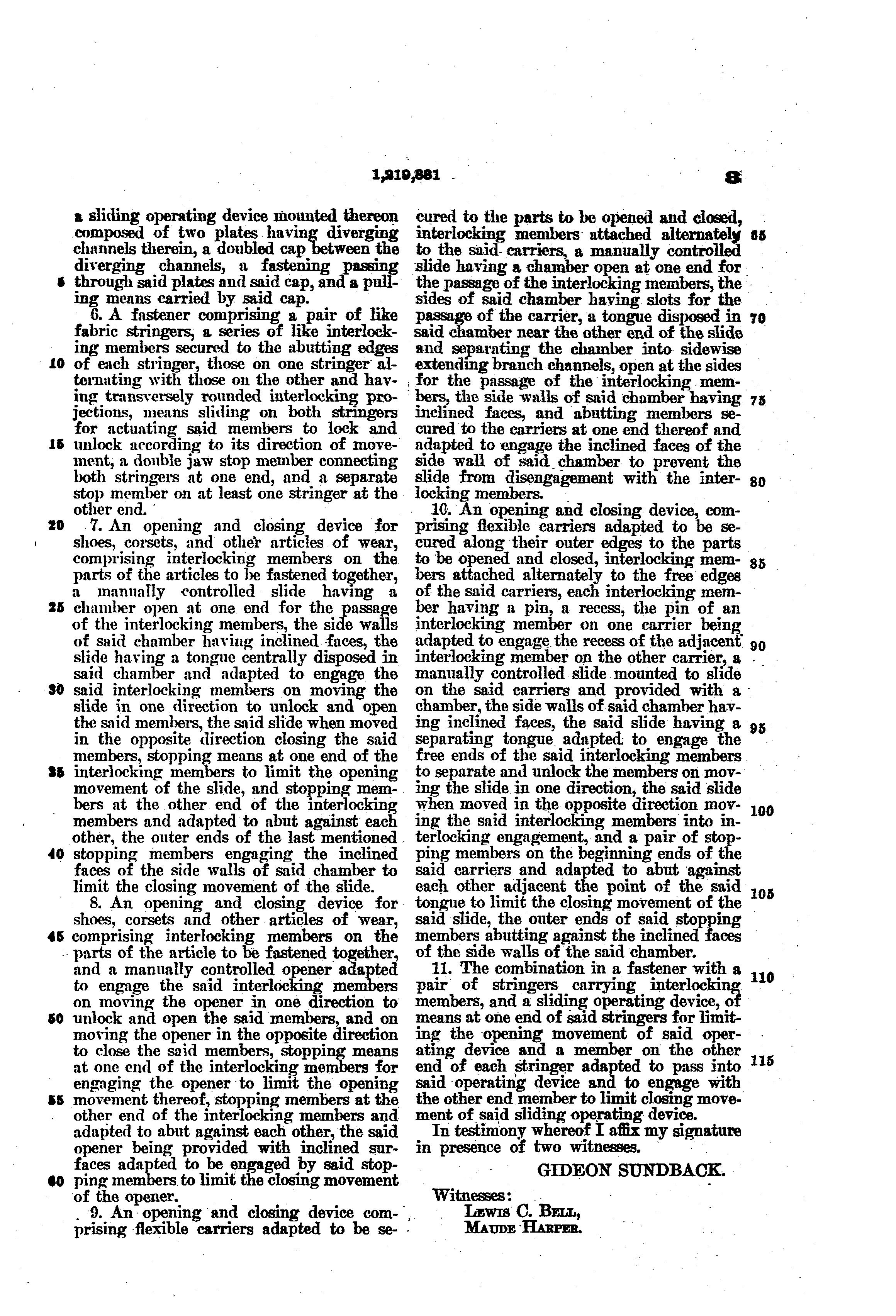
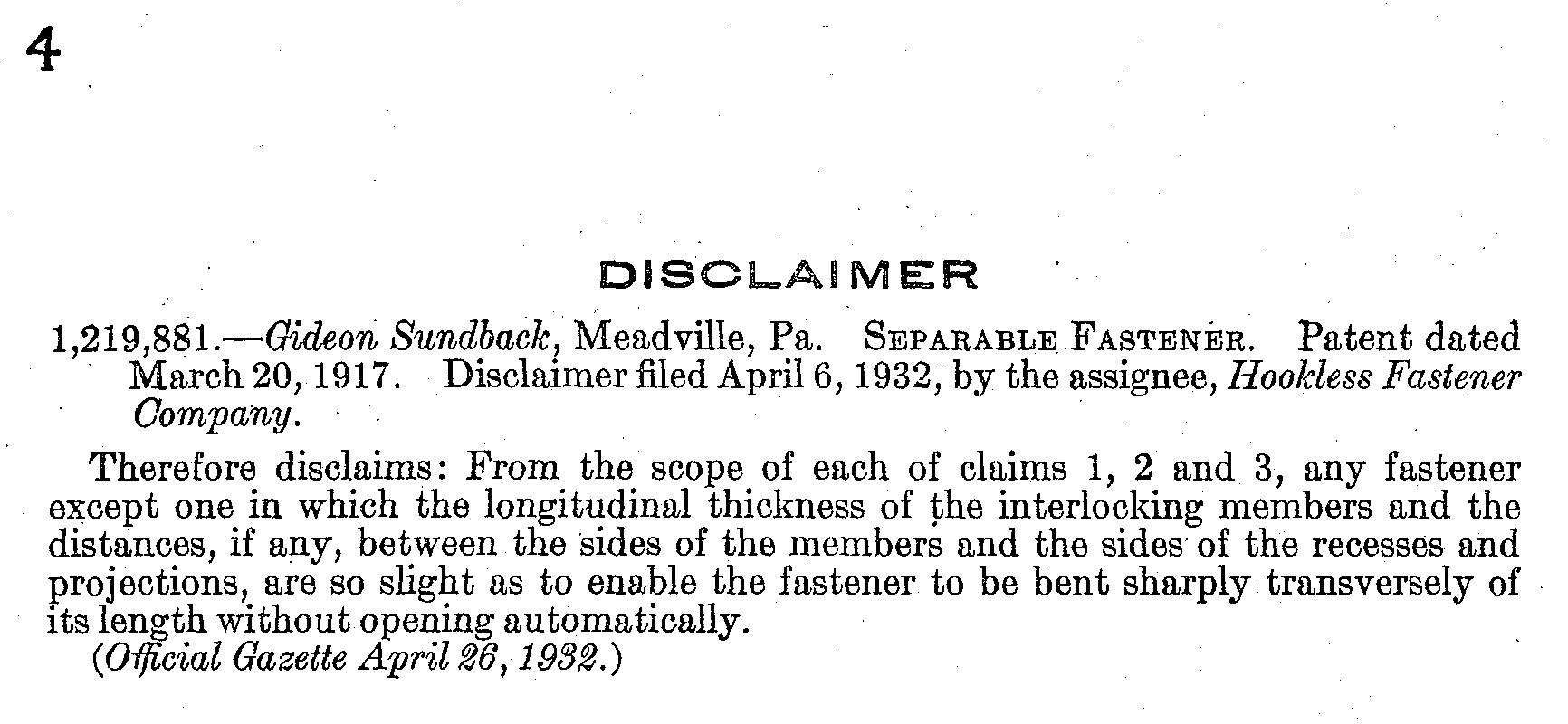